# Харівангсаварман
Харівангсаварман (д/н — 640) — 10-й магараджа індуїстської держави Таруманагара у 639—640 роках.

## Життєпис
Син магараджи Судхавармана. Інформації про Харівангсавармана небагато. Його ім'я вказано в рукописі Вангсакерти. Спадкував трон 639 року. Втім 640 року його було вбито Браджагірі, названого сина стрийка Кертавармана, за те, що Харівангсаварман понизив того до посади вартівника палацової брами. Проте Нагаджаяварман, син Харівангсавармана, придушив заколот, стративши Браджагірі й занявши трон.